# Agrias margaritifera
Agrias margaritifera är en fjärilsart som beskrevs av Biedermann 1928. Agrias margaritifera ingår i släktet Agrias och familjen praktfjärilar. Inga underarter finns listade i Catalogue of Life.